# Thianitara
Genre
Thianitara est un genre d'araignées aranéomorphes de la famille des Salticidae.

## Distribution
Les espèces de ce genre se rencontrent en Thaïlande, en Malaisie et en Indonésie à Sumatra.

## Liste des espèces
Selon World Spider Catalog (version 18.5, 23/09/2017) :
- Thianitara spectrum Simon, 1903
- Thianitara thailandica Prószyński & Deeleman-Reinhold, 2012

## Publication originale
- Simon, 1903 : Histoire naturelle des araignées. Paris, vol. 2, p. 669-1080 (texte intégral).